# What If (Tommy Shaw)
What If è il secondo album solista di Tommy Shaw, pubblicato nel 1985 per l'etichetta discografica A&M Records.

## Tracce
1. Jealousy
2. Remo's Theme (What If)
3. Reach for the Bottle
4. Friendly Advice
5. This is not a Test
6. See Me Now
7. True Confession
8. Count On You
9. Nature of the Beast
10. Bad Times

## Formazione
- Tommy Shaw - voce, chitarra
- Steve Holley - batteria
- Brian Stanley - basso
- Richie Cannata - tastiera, sassofonista